# Endō Naotsune
Endō Naotsune (遠藤 直経?; 1531 – 9 agosto 1570) è stato un samurai giapponese del periodo Sengoku servitore del clan Azai.

## Biografia
Naotsune era un ufficiale del clan Azai ed era conosciuto come un feroce guerriero durante il periodo Sengoku.
Naotsune era contrario al matrimonio politico tra la sorella di Oda Nobunaga, Oichi, e del suo signore Azai Nagamasa. Durante la battaglia di Anegawa, Naotsune mimetizzò i suoi uomini per assomigliare a quelli di Nobunaga, e si infiltrò nelle file del clan Oda per cercare di assassinare Nobunaga. Ma Nobunaga venne a conoscenza delle intenzioni di Naotsune e lo uccise.
Nel 1569 Naotsune donò un poema illustrato al santuario Taga-taisha ancora oggi esistente.